# Вилдсют, Питер
Питер Вилдсют (нидерл. Piet Wildschut; род. 25 октября 1957, Леуварден) — нидерландский футболист, защитник. Прежде всего известный по выступлениям за клуб ПСВ, а также национальную сборную Нидерландов.

## Клубная карьера
Во взрослом футболе дебютировал в 1974 году выступлениями за команду клуба «Гронинген», в которой провёл два сезона, принял участие в 36 матчах чемпионата и забил 6 мячей.
В течение 1976—1978 годов защищал цвета команды клуба «Твенте».
Своей игрой за последнюю команду привлёк внимание представителей тренерского штаба клуба ПСВ, к составу которого присоединился в 1979 году. Сыграл за команду из Эйндховена следующие шесть сезонов своей игровой карьеры. Большинство времени, проведённого в составе ПСВ, был основным игроком защиты команды.
В течение 1985—1986 годов защищал цвета команды клуба «Антверпен».
Завершил профессиональную игровую карьеру в клубе «Рода», за команду которого выступал на протяжении 1986—1988 годов.

## Выступления за сборную
В 1978 году дебютировал в официальных матчах в составе национальной сборной Нидерландов. В течение карьеры в национальной команде, которая длилась 5 лет, провёл в форме главной команды страны лишь 11 матчей и забил 1 гол.
В составе сборной был участником чемпионата мира 1978 года в Аргентине, где вместе с командой завоевал «серебро».

## Статистика

### Матчи Вилдсюта за сборную Нидерландов
| Матчи Вилдсюта за сборную Нидерландов | Матчи Вилдсюта за сборную Нидерландов | Матчи Вилдсюта за сборную Нидерландов | Матчи Вилдсюта за сборную Нидерландов | Матчи Вилдсюта за сборную Нидерландов | Матчи Вилдсюта за сборную Нидерландов |
| ------------------------------------- | ------------------------------------- | ------------------------------------- | ------------------------------------- | ------------------------------------- | ------------------------------------- |
| №                                     | Дата                                  | Соперник                              | Счёт                                  | Голы Вилдсюта                         | Соревнование                          |
| 1                                     | 5 апреля 1978                         | Тунис                                 | 4:0                                   | —                                     | Товарищеский матч                     |
| 2                                     | 11 июня 1978                          | Шотландия                             | 2:3                                   | —                                     | Чемпионат мира 1978                   |
| 3                                     | 14 июня 1978                          | Австрия                               | 5:1                                   | —                                     | Чемпионат мира 1978                   |
| 4                                     | 18 июня 1978                          | ФРГ                                   | 2:2                                   | —                                     | Чемпионат мира 1978                   |
| 5                                     | 20 сентября 1978                      | Исландия                              | 3:0                                   | —                                     | Чемпионат Европы 1980 (отбор)         |
| 6                                     | 11 октября 1978                       | Швейцария                             | 3:1                                   | 1                                     | Чемпионат Европы 1980 (отбор)         |
| 7                                     | 15 ноября 1978                        | ГДР                                   | 3:0                                   | —                                     | Чемпионат Европы 1980 (отбор)         |
| 8                                     | 24 февраля 1979                       | Италия                                | 0:3                                   | —                                     | Товарищеский матч                     |
| 9                                     | 28 марта 1979                         | Швейцария                             | 3:0                                   | —                                     | Чемпионат Европы 1980 (отбор)         |
| 10                                    | 11 октября 1980                       | ФРГ                                   | 1:1                                   | —                                     | Товарищеский матч                     |
| 11                                    | 14 апреля 1982                        | Греция                                | 1:0                                   | —                                     | Товарищеский матч                     |

Итого: 11 матчей / 1 гол; 7 побед, 2 ничьи, 2 поражения.